# Donatie van Sutri

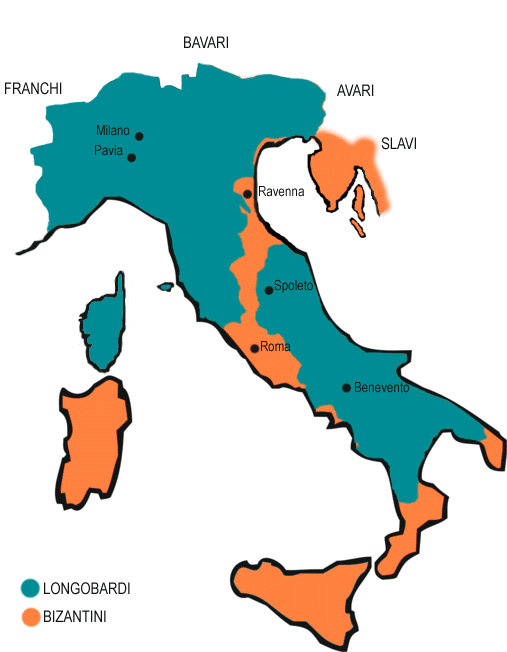
Italië ten tijde van koning Liutprand

De Donatie van Sutri was een gift van de vestiging Sutri door koning Liutprand van de Longobarden aan Paus Gregorius II in 728. Liutprand deed een tweede gift in 743 aan Paus Zacharias.

## Achtergrond
Er brak een opstand uit in het Exarchaat Ravenna nadat keizer Leo III van Byzantium zich had uitgesproken voor het iconoclasme, tegen het vereren van beelden. Dit leidde tot de dood van exarch Paulus in 727. Leo III stuurde zijn kamerheer Eutychius om paus Gregorius II op andere gedachten te brengen.
Geografisch was het Exarchaat Ravenna verbonden met het Hertogdom Rome met wat men heet de Byzantijnse Corridor. Koning Liutprand maakte van de situatie gebruik om de vestiging Narni op de Via Flaminia in te palmen en zo de twee delen te scheiden. Paus Gregorius II vond dit een gevaarlijke situatie en ging onderhandelen om zijn Byzantijnse broodheer nog niet meer voor het hoofd te stoten. Slim als hij was, schonk Liutprand de vestiging Sutri aan de paus, als een geschenk aan de heilige apostelen Petrus en Paulus, zo kon hij de kat uit de boom kijken naar het vervolg.
Paus Gregorius III (731-741) speelde de donatie terug kwijt, na het geven van steun aan de opstandige hertog van Spoleto Thrasimund II. De opvolger van Gregorius III, Paus Zacharias kreeg de donatie in 743 terug, met enkele steden meer.
De Donatie van Sutri wordt soms aangeduid als de aanhef van de Kerkelijke Staat.